# Analogie (právo)
Analogie v právu znamená aplikaci právní normy, která upravuje určitou situaci na situaci skutkově podobnou, která však právem upravena není. V každém případě je však analogická aplikace práva přípustná jen tehdy, jestliže nelze obvyklým právním výkladem dojít k přijatelnému řešení. Analogie bývá proto někdy chápána i jako argument logického výkladu práva (argumentum per analogiam).
Rozlišuje se dvojí typ analogie:
1. Analogia legis (analogie zákona) – na skutkovou podstatu zákonem neřešenou se aplikuje právní norma, která je obsažena ve stejném zákoně a která upravuje skutkovou podstatu nejpodobnější.
2. Analogia juris (analogie práva) – jestliže není možné postupovat podle analogie zákona, lze výjimečně aplikovat právní zásady příslušného právního odvětví, případně dokonce obecné právní zásady, které obsahuje celý právní řád.

Použití analogie souvisí s problémem tzv. mezer v právu, tedy oblastí společenských vztahů, které právně upraveny nejsou a v souvislosti s nimiž je řešena otázka, zda to znamená, že jsou z dosahu práva úplně vyloučeny, nebo zda je třeba je nějak v daném konkrétním případě vyplnit. Jednou z cest, jak tento problém řešit, je právě analogická aplikace práva. Je však obecně uznáváno, že ne v každém právním odvětví je takové řešení možné: např. v právu soukromém je víceméně předpokládána, zejména pak v občanském soudním řízení, a to z důvodu, aby ze strany soudu nedošlo k odmítnutí spravedlnosti (zákaz denegatio justitiae); naproti tomu v právu veřejném je analogie brána jako nevhodný nástroj, protože nedostatky právní úpravy by neměly jít k tíži jedince. Pro trestní právo je analogie, alespoň tedy v České republice, navíc ústavně zcela zakázána (čl. 39 Listiny základních práv a svobod). Takové ústavní řešení trestněprávní analogie je však jen výslovným zakotvením všeobecných právních zásad nullum crimen sine lege (žádný trestný čin bez zákona) a nulla poena sine lege (žádný trest bez zákona).